# DUNK
DUNK, De Ungas Musikförbund i Svenskfinland, är en landsomfattande organisation i Finland som bedriver ungdomsarbete. DUNK grundades den 5 april 1987 och har sedan dess verkat för det finlandssvenska amatörmusiklivet, med särskild inriktning på skolmusiken.
DUNK:s primära verksamhetsområde är Svenskfinland, det vill säga, de områden i Finland där svenskspråkig bosättning finns.
DUNK fungerar som en självständig musikorganisation för barn och ungdomar, även om DUNK är anknutet till Finlands svenska sång- och musikförbund. 